# Strijkkwartet nr. 7 (Norgard)
Per Nørgård componeerde zijn Strijkkwartet nr. 7 gedurende 1993 en 1994.

## Geschiedenis
Het strijkkwartet kent een lange historie van reviseren. Het originele strijkkwartet werd gecomponeerd voor de festiviteiten van het 200-jarig bestaan van de Deense Koninklijke Bibliotheek als openbare dienst. De eerste uitvoering vond dan ook plaats in Kopenhagen. De componist was niet tevreden met het eerste deel en herschreef dat gedeeltelijk; de eerste uitvoering van die versie werd in 1994 verzorgd, weer in Kopenhagen, maar nu in Tivoli. Daarna werd er nog meer aan gesleuteld; in 2008 kwam de opname van de (tot dan toe) definitieve versie op naam van het Kroger Kwartet, dat sindsdien ook als opgedragenen wordt vermeld.

## Muziek
Het strijkkwartet bestaat uit drie delen:
1. Andante – Allegro impetuoso
2. Lentissimo, quasi non misurato
3. Allegro con brio.

Na de start probeert de muziek constant in een wals te geraken zonder dat dat in die circa vijf minuten lukt. De muziek klinkt vrij tonaliteit voor Norgard’s doen. De dynamiek is echter enorm; rijzende en dalende notenreeksen lopen van pianissimo naar fortissimo; niet veel later schrijft Norgard Wie ein Hauch (citaat van Arnold Schönberg; als een zucht) voor. In tegenstelling tot deel 1 bestaat deel 2 bijna alleen maar uit dissonanten. De microtonen zorgen voor constante wrijving tussen de tonen. De belangrijkste microtoon zit in de grote terts of kleine terts; hij zit er namelijk precies tussenin. Het laat de luisteraar in twijfel of er sprake is van een majeur- dan wel mineurstemming. Deel drie is dan, zoals gewoonlijk, de samenvloeiing en haar tempoaanduiding verwijst naar een van Norgard eerste succesjes: Quartetto Brioso, zijn strijkkwartet nr. 2 uit 1954.

## Discografie en bronnen
- Uitgave Dacapo: Kroger Kwartet
- Edition Wilhelm Hansen